# Porpax (rodzaj ważek)
Porpax – rodzaj ważek z rodziny ważkowatych (Libellulidae).

## Zasięg występowania
Rodzaj obejmuje gatunki występujące w tropikalnej Afryce.

## Morfologia
Są to dość małe ważki – długość tylnego skrzydła wynosi 21–29 mm. Mają czarne ubarwienie ciała z kontrastującymi żółtymi, zielonymi i turkusowymi znaczeniami. U większości gatunków występuje jasny pierścień na 6. segmencie odwłoka.

## Systematyka
Takson ten wprowadził w 1896 roku Ferdinand Karsch dla nowo opisanego przez siebie gatunku Porpax asperipes. Trzy gatunki opisał Elliot Pinhey w 1958 i 1966 roku. W 2006 roku Klaas-Douwe B. Dijkstra dokonał rewizji rodzaju i opisał gatunek Porpax sentipes. Obecnie do rodzaju zaliczanych jest sześć gatunków.

### Podział systematyczny
Do rodzaju Porpax należą następujące gatunki:
- Porpax asperipes Karsch, 1896
- Porpax bipunctus Pinhey, 1966
- Porpax garambensis Pinhey, 1966
- Porpax mezierei Dijkstra & Kipping, 2015
- Porpax risi Pinhey, 1958
- Porpax sentipes Dijkstra, 2006